# Mohammad Ghobadlou
Mohammed Ghobadlou (en persa: محمد قبادلو‎, Teherán, 1 de enero de 2000-Prisión de Ghezel Hesar, 23 de enero de 2024) fue un peluquero iraní condenado a muerte por su participación en las protestas por la muerte de Mahsa Amini de 2022. Fue acusado de Moharebeh, que se traduce como "hacer la guerra contra Dios" y condenado a muerte. Se le acusó presuntamente de atropellar a guardias de las unidades especiales de la República Islámica, matando a uno de ellos e hiriendo a cinco.
Ghobadlou y otro preso condenado a muerte, Mohammad Boroughani, se han convertido en los nuevos rostros de la indignación en Irán contra las ejecuciones políticas de los manifestantes de Mahsa Amini. El 9 de enero de 2023, cientos de manifestantes se congregaron en la prisión de Rajayi-shahr, en Karaj, cuando se corrió la voz de que Ghobadlou y Boroughani habían sido trasladados a régimen de aislamiento antes de su ejecución prevista. En esta concentración, la madre de Ghobadlou emitió un discurso y fue abrazada por la multitud que la apoyaba.
Organizaciones de derechos humanos como Amnistía Internacional condenaron la sentencia y pidieron que sea anulada. La ejecución de Boroughani se detuvo el 11 de enero, pero fue previsto que Ghobadlou fuese ejecutado el 23 de enero de 2024. Ghobadlou fue ejecutado en la mañana.

## Antecedentes
Miles de manifestantes han sido detenidos como consecuencia de las protestas de Mahsa Amini, y decenas han sido acusados de delitos como Moharebeh ("hacer la guerra contra Dios") o Mofsed-e-filarz ("corrupción en la Tierra"), que se castigan con la pena de muerte en Irán. Las autoridades iraníes ejecutaron a cuatro manifestantes, Mohsen Shekari, Majidreza Rahnavard, Mohammad Mehdi Karami y Seyyed Mohammad Hosseini, por presuntos delitos relacionados con las protestas de Mahsa Amini.

## Juicio y apelación
El 29 de octubre de 2022 se celebró un juicio bajo la presidencia de Abolqasem Salavati. El tribunal rechazó a los dos abogados de Ghobadlou y encargó un abogado del centro de asesoramiento del sistema judicial de la República Islámica. Su propio abogado se opuso firmemente a que Ghobadlou compareciera en el juicio. Desde el primer día de su detención hasta el día del juicio, su abogado no tuvo acceso a los documentos de su caso. No hubo fotos de la acusación, registros de jurisprudencia médica, ni otros documentos habituales de accidentes.
Ghobadloo fue privado de sus medicamentos, para el tratamiento del trastorno bipolar.[cita requerida]
El 24 de diciembre de 2022, el Tribunal Supremo del Régimen Islámico anunció que había confirmado la condena a muerte de Mohammad Ghobadlou tras rechazar su apelación.

## Reacciones
Organizaciones de derechos humanos como Amnistía Internacional han condenado la sentencia y pedido que sea anulada.La madre y el abogado de Ghobadlou se han opuesto firmemente al procedimiento del tribunal, quien ha sido condenado a muerte por un cargo ambiguo de "enemistad contra dios (Moharebeh)" y "corrupción en la tierra".
Amir Raeisian, su abogado, ha afirmado que las acusaciones de atropello a los guardias de unidades especiales son demasiado sospechosas. Además, su madre ha denunciado: "Han encontrado a mi hijo indefenso; interrogaron y juzgaron a mi hijo sin abogado y lo condenaron a muerte en su primera sesión del tribunal".